# Aériane
Aériane je belgijsko podjetje iz Gemblouxa, ki se ukvarja s proizvodnjo letal in drugih struktur iz kompozitnih materialov.